# Гэмбл, Сера
Се́ра Гэмбл (род. 20 сентября 1983) — американская телевизионная сценаристка и продюсер, наиболее известна работой в сериалах «Сверхъестественное» телеканала The CW и «Волшебники» телеканала SyFy.

## Карьера
Окончила Школу театра, кино и телевидения в Лос-Анджелесе.
До работы на телевидении Сера выступала в театрализованных постановках кампании Will Strip for Food в Лос-Анджелесе и Дублине. Также как актриса Сера Гембл принимала участие в спектакле «Ева Райская» (англ. Eve of Paradise) режиссёра Раиль Такера и в её короткометражном фильме «Глиняный человек» (англ. The Clay Man), основанном на собственном рассказе Гэмбл. В будущем творческие пути Раиль и Серы сходились в сериале «Сверхъестественное», для которого обе написали сценарии нескольких серий.
Сера Гэмбл стала известной в Голливуде после работы над документальным телесериалом «Проект „Зелёный свет“» (англ. Project Greenlight), 2003 года, первая заметная работа на телевидении — сценарии для мини-сериала «Глаза» (англ. Eyes) канала ABC, 2005 год.
Сразу после окончания проекта на ABC Гэмбл пригласили для написания сценариев и продуцирования в новый телевизионный сериал «Сверхъестественное» канала Warner Bros., после объединения с CBS — The CW. В течение первых семи сезонов, 2005—2012 годы, Сэра Гэмбл стала автором сценариев 29-и серий сериала и продюсером 105-и серий. После отставки создателя сериала Эрика Крипке, в 2010—2012 годах Сера Гэмбл возглавила производство сериала как «шоураннер» — исполнительный продюсер, сценарист и редактор, ответственный за развитие проекта.
В 2013 году Сера Гэмбл работала для каналов CBS (телефильм «Рабочее поселение», 2013), NBC (сериал «Водолей», 2015) и SyFy («Волшебники», 2015).
Писательница Сера Гэмбл является автором нескольких новелл, рассказов, а также статей, публиковавшихся в журнале Washington Square, на популярном литературном сайте nerve.com и в антологиях американских эротических и готических произведений в 2006—2007 годах. Сера Гэмбл длительное время совместно с Саймоном Гликманом вела популярный и резонансный блог «Very Hot Jews».

## Фильмография
- 2004 — «Глиняный человек» (англ. The Clay Man), автор сюжета, актриса;
- 2005—2007 — «Глаза» (англ. Eyes), сценарист;
- 2005—2012 — «Сверхъестественное», сценарист, продюсер, исполнительный продюсер, главный исполнительный продюсер, редактор;
- 2008 — «Кто кем виляет?» (англ. Who’s Wagging Who), сценарист;
- 2013 — «Рабочее поселение» (англ. Company Town), сценарист, исполнительный продюсер;
- 2015—2016 — «Водолей», сценарист, исполнительный продюсер;
- 2015—2016 — «Волшебники», сценарист, исполнительный продюсер.